# Correpetitor
Een correpetitor (of repetitor, of co-repetitor, soms ook ten onrechte begeleider genoemd) is een geroutineerd musicus, meestal een pianist of klavecinist, die een grote rol speelt om de bespeler van een muziekinstrument of een zanger te helpen de hele partituur te leren kennen, deze samen met deze speler of zanger in te studeren en vaak ook uit te voeren.
In veel gevallen waarbij in de muziekpraktijk een solist begeleid moet worden door een orkest, speelt de correpetitor een grote rol. Omdat het orkest niet bij elke repetitie van de solist aanwezig kan zijn, wordt gebruik gemaakt van een orkestuittreksel: een samenvatting van alle orkestpartijen die speelbaar is op piano. Op deze manier kan de correpetitor tijdens de repetities met de solist op piano de orkestpartijen laten horen zodat  de solist kan wennen aan hoe het orkest klinkt. Een correpetitor vervult hiermee dus ook een rol als docent en coach.
Naast het helpen instuderen door het spelen van de begeleidende partijen speelt de correpetitor ook werken waarin pianopartijen zitten die vrijwel gelijkwaardig zijn aan de solopartijen, zoals orkestuittreksels van pianoconcerten en de pianopartijen in kamermuziek, zoals de piano- en vioolsonates van Beethoven en Mozart.
Correpetitoren hebben door hun werk vaak een zeer groot repertoire ter beschikking, en veel kennis van partituren, composities en hun achtergronden.
Daarnaast bezitten correpetitoren (meest vanuit hun ervaring) veel kennis van diverse instrumentgroepen die ze begeleiden. Er wordt van correpetitoren verwacht dat ze behalve uitmuntend pianospel ook snel van blad kunnen lezen en spelen, en zich snel kunnen aanpassen aan de mensen met wie ze samenwerken. Ook dienen ze goed getraind te zijn in het lezen van orkestpartituren met meerdere systemen en alternatieve sleutels.
Vele conservatoria hebben correpetitoren in dienst, sommige zijn gespecialiseerd per instrumentgroep, zoals strijkers, houtblazers, koperblazers en zangers. Daarnaast werken correpetitoren bij koren, opera's, musicals, symfonieorkesten en solisten.

## Vereiste bekwaamheden
- Goede communicatie, met studenten en collegae (hoofdvakdocenten van de instrumenten die ze begeleiden)
- Goede pianistische vaardigheden
- Goed van blad kunnen lezen/spelen
- Snel kunnen studeren
- Goed kunnen luisteren en inspelen, met behoud van eigen, persoonlijke artistieke identiteit, op wat de student en hoofdvakdocent beoogt
- Goed inzicht in partituur, stijl en interpretatiemogelijkheden
- Goede kennis van de instrumenten/stemmen die hij/zij begeleidt of coacht
- Didactische vaardigheden, kunnen helpen bij het instuderen van een werk
- Aanpassingsvermogen, flexibel kunnen zijn, volgens de normen voor het onderwijsgevend personeel
- Kunnen inspringen in uiteenlopende (ad-hoc-)situaties
- Goede talenkennis (vooral voor zangbegeleiding)
- Grote podiumervaring hebben, en podiumpresentatie kunnen begeleiden
- Het kunnen ‘coachen’ van studenten
- Het kunnen signaleren en (helpen) oplossen van problemen
- Het kunnen verzorgen van groepslessen

## Aspecten die aan bod komen tijdens correpetitie
- Samenwerkend aspect (praktisch pianistisch, uitvoeringen, in lessituaties, op examens, repeteren, evalueren, externe presentaties, voorspeelmomenten)
- Docerend aspect (didactisch, beoordelend, adviserend, informerend, op velerlei gebied)
- Communicatie (sociaal, presentatie, overleg, discussie, interpretatie)
- Algemene kennisverbreding (instrumentgroepen, stemsoorten, partituren, stijlen, harmonie, melodie, ritme, muziekgeschiedenis, analyses, akoestiek, ademvoering, frasering, articulatie, etc.)
- Studievaardigheid (zelf snel kunnen studeren, maar ook studenten helpen studeren)
- À-vue lezen (om efficiënt en snel nieuwe werken te kunnen spelen en uitvoeren)
- Gehoortraining (leren balans te horen, akoestiek, foute noten, ritme, timing etc.)
- Improviseren (om flexibiliteit te trainen, ‘weg te kunnen laten’, te kunnen ‘schetsen’ etc.)
- Talenkennis (vooral van belang bij zangbegeleiding, maar ook bij communicatie met buitenlandse studenten en collegae)
- Enige kennis en inzicht in historie en emancipatie van de rol van zijn instrument in het algemeen en bij kamermuziek in het bijzonder.